# Увайс
Увайс, Увейс (араб. أويس‎) — арабское имя, происхождение связано или с именем Аус, или является уменьшительным от слова «волк».
- Увайс аль-Карани — табиин.
- увайси – форма передачи духовного опыта в суфизме.
- Султан-Увайс-хан —  хан Моголистана.
- Мир Вайс — вождь афганского племени гильзаев, первый независимый правитель Афганистана.
- Увайси — псевдоним поэтессы.
- Хасан Дахир Увайс (Авейс) — один из лидеров Джамаат Аш-Шабааб (Сомали).